# Selous
Het Wildreservaat Selous is een van de grootste wildreservaten van de wereld en ligt in het binnenland van Zuid-Tanzania. Het reservaat beslaat een gebied van 51.200 km² en is daarmee groter dan een land als Denemarken. Veel van de typische savannedieren leven hier zoals olifanten, nijlpaarden, krokodillen en de bedreigde neushoorn en Afrikaanse wilde hond. In Selous zijn meer van enkele van deze dieren te vinden dan waar dan ook in Afrika.
Het Selous Wildreservaat is genoemd naar de Engelse ontdekkingsreiziger en schrijver Frederick Selous die in 1917 stierf tijdens de Eerste Wereldoorlog. Sinds 1982 geldt Selous als UNESCO-Werelderfgoed, wegens de diversiteit aan dieren en de onverstoorde natuur.
In 1905 werd het gebied een reservaat, bedoeld voor de jacht. Tegenwoordig is het noordelijk deel een toeristische attractie, hoewel het relatief weinig bezocht wordt. De aanwezigheid van de tseetseevlieg ontmoedigt toeristen. In het grootste zuidelijk deel wordt nog steeds (met zeer dure vergunning) gejaagd. Het reservaat kan vrij eenvoudig vanuit Dar es Salaam per trein of per vliegtuigje bezocht worden; wegverbindingen daarentegen zijn zeer slecht.

Het reservaat wordt doorkruist door de rivier de Rufiji, die in de Indische Oceaan uitmondt. Nabij deze rivier bevinden zich grote moerasachtige gebieden die wemelen van de krokodillen. Een andere attractie is de Stiegler-kloof, die zo'n 100 meter diep is en 100 meter breed. Het reservaat kenmerkt zich verder door een gevarieerd landschap met relatief veel bomen; er zijn geen grote vlaktes zoals de savanne in Serengeti.
Het Selous Wildreservaat is een van de weinige reservaten waar safari te voet is toegestaan. Onder begeleiding van een gids is het mogelijk dieren en sporen van dieren van naderbij te bekijken. Safari's per jeep of boot zijn ook mogelijk.
Nationaal park Kilimanjaro · Ruïnes van Kilwa Kisiwani en ruïnes van Songo Mnara · Beschermd gebied van Ngorongoro · Rotsschilderingen van Kondoa · Wildreservaat Selous · Nationaal park Serengeti · Stone Town van Zanzibar
- Gemeinsame Normdatei: 4355939-6
- Library of Congress Control Number: sh85119856
- Nationale Bibliotheek van Israël: 987007531768005171
- Virtual International Authority File: 223156773
- WorldCat: E39PBJrWDJGmkGXj6c8Bc3xJjC